# Marten Klompien
Marten Klompien (Hoogezand, 29 augustus 1917 – Groningen,  2 september 1996) was een Nederlandse kunstschilder, tekenaar en graficus.
Hij was de jongste zoon van een binnenvaartschipper, die al in 1918 overleed. Na de lagere school moest hij daarom direct aan het werk. In 1934 ging hij winteravondlessen volgen aan de Kunstnijverheidsschool, de latere Academie Minerva in Groningen. Klompien legde zich voornamelijk toe op scheepvaart- en landschapsonderwerpen. Hij begon als naturalist, maar evolueerde gaandeweg richting het expressionisme, veelal werkend in een sober palet van krachtige, aardse kleuren en in sobere vormen.
In 1952 had Klompien zijn eerste solotentoonstelling in kunstzaal De Mangelgang te Groningen en in 1955 werd hij uitgenodigd deel te nemen aan een Invitatietentoonstelling van het kunstenaarsgenootschap De Ploeg, waarna hij lid werd. Als jongste had hij het daar niet altijd gemakkelijk. Zijn oudere collega’s hadden volgens hem een wat verstarde opvatting over kunst. In 1960 werd hij lid van de Groningse kunstenaarsgroep Nu. Medeleden waren o.a. Fie Werkman, Jo van Dijk, Edu Waskowsky, Martin Tissing, Henri de Wolf, Jan Hoving en Drewes de Wit.
De Groningse dichter Hendrik de Vries schreef over Klompien: "Dit donkere, zware werk is in elk geval: oer-Gronings. Vooral in de zin van: zelfstandigheid, onsentimentele sentiment, koppige eigenwil."